# Olearia frostii
Olearia frostii là một loài thực vật có hoa trong họ Cúc. Loài này được (F.Muell.) J.H.Willis mô tả khoa học đầu tiên năm 1956.